# リース・リッチー
リース・リッチー（Reece Ritchie、1986年7月23日 - ）は、イギリスの俳優。

## 略歴
サフォークの高校に通ったのち、ナショナル・ユース・シアターの一員となる。主に舞台で活動していたが、テレビシリーズや映画にも出演し始める。2009年の映画『ラブリーボーン』にて主人公の初恋の相手を演じた。2010年には、ジュディ・デンチと舞台で共演。

## 主な出演作品
- 『紀元前1万年』 10,000 B.C. (2008)
- 『ラブリーボーン』 The Lovely Bones (2009)
- 『プリンス・オブ・ペルシャ/時間の砂』 Prince of Persia: The Sands of Time (2010)
- 『ヘラクレス』 Hercules (2014)